# 加藤昌男
加藤 昌男（かとう まさお、1943年2月25日 - ）は、元NHKアナウンサー。現在は日本語センター専属。

## 人物
長野県出身。長野県長野高等学校を経て、早稲田大学政治経済学部卒業後、1966年入局。初任地は鳥取。FMリクエストアワーを担当。その後東京アナウンス室、札幌、福岡、名古屋などでニュース、報道番組、教育問題、ことば番組などを担当。1996年徳島放送局長、1998年アナウンス室エグゼクティブアナウンサー、1999年7月日本語センターエグゼクティブアナウンサー。2006年日本語センター専門委員。日本国語教育学会会員。

## 過去の担当番組
- 明るい農村 「むらの遺作展」、1972年10月12日放送
- スタジオ102リポーター
- 長時間討論
- 新日本紀行 「白き沙流川のほとりに」 ～北海道・日高～、1979年1月24日放送
- NHKニュースワイド
- きょうのニュース（ラジオ第1・1998年7月13日～1999年6月23日）
- はなすきくよむ